# Denise Cerqueira
Denise Cerqueira (Rio de Janeiro, 24 de novembro de 1960 — Parnaíba, 15 de novembro de 1999) foi uma cantora brasileira de música cristã contemporânea. Seu sucesso se deu no início dos anos 90, com a música "Renova-me", que esteve dentre as mais executadas nas rádios cristãs em 1993. "Eterno Amor" e "Jerusalém e eu" também obtiveram destaque em sua carreira.
Seu primeiro álbum foi lançado em 1991, mas só atingiu sucesso no ano seguinte. Seus trabalhos musicais são marcados por duas parcerias: a primeira, com o produtor musical e cantor Pedro Braconnot, integrante do Rebanhão, no qual guiou o seu perfil musical, também o compositor Josué Teodoro, que obteve grande participação dentre as obras gravadas por Denise.
Em sua carreira, colecionou vários prêmios no Troféu Talento, o maior prêmio da música cristã nacional. Por outro lado, perdeu o marido num assalto. Poucos anos depois, faleceu após um acidente no interior do Piauí, deixando dois filhos.

## Biografia
Denise Cerqueira nasceu na primavera de 1960, no bairro de Botafogo. mas residia numa casa humilde, no bairro de Coelho da Rocha, São João de Meriti. Desde pequena quis ser uma cantora, por incentivo do pai. Tornou-se cristã protestante aos 16 anos, após ter vivenciado um milagre com seu irmão. A partir deste tempo, dedicou-se a música dentro do ambiente religioso.
Aos 18 anos, formou-se professora e dava aulas para crianças em escolas da localidade. Mais tarde conheceu e casou-se com Davi, um surfista da região
Em 1982, após 1 ano de casamento, Denise engravida do primeiro filho, David que, mesmo nascendo saudável, meses depois ficou doente. Entretanto, logo os sintomas passaram. Após isso, o casal decidiu dedicar-se integralmente ao trabalho missionário.
Em 1986 Denise deu à luz dois meninos, gêmeos. A gestação foi difícil e, neste processo, os médicos diagnosticaram que um dos gêmeos tinha uma doença no coração. Daniel e Thiago nasceram, mas aos quatro meses Thiago morreu.
Em 4 de setembro de 1998, seu marido Davi é morto num assalto no Rio de Janeiro.

## Carreira

### Década de 80: Início
Em 1989, Denise fez testes para o Altos Louvores, um dos grupos de maior sucesso da época. Não foi selecionada, mas foi muito elogiada pelo diretor do grupo, Edvaldo Novais, que a incentivou a acreditar no sonho de se tornar cantora. Neste tempo, Davi havia abandonado a profissão de garçom e abriu um salão de beleza no bairro onde moravam. Através do salão, conheceram o cantor J. Neto, que convidou Denise a participar do seu terceiro LP. O que acabou não acontecendo, por uma imposição da gravadora do cantor, que optou por Rose Nascimento.

### Década de 90: Reconhecimento
Davi investiu seu fundo de garantia numa possível gravação de Denise. Nesta época conheceu o produtor Robson Wagner (“Robby”), que juntamente com o arranjador Davi Sicon, gravaram o primeiro LP de Denise Cerqueira, com o título Novo Ser. Lançado em 1991, o álbum não conseguiu um sucesso esperado, mas foi o primeiro passo em direção a carreira de Denise.
Com o trabalho requisitado, culminou no ano seguinte na busca pela produção do seu segundo disco. Para superá-lo, Denise conheceu e passou a trabalhar com Pedro Braconnot, que vinha em atividade como tecladista e vocalista do Rebanhão. Braconnot a ajudou na seleção de repertório e a apresentou canções de Marcos Witt, ainda desconhecidas no Brasil. Denise versionou várias músicas de Witt, entre elas “Renueva-me” (Renova-me), que foi a música tema do seu segundo trabalho, que esteve dentre as músicas mais executadas nas rádios cristãs em 1993. Renova-me, foi um sucesso de vendas e execuções nas rádios de todo Brasil, o que culminou com a ida da cantora para a gravadora Redoma em 1993.
Neste tempo, a cantora conhece o compositor Josué Teodoro, ainda desconhecido, que a apresentou letras para gravar. O terceiro álbum de Denise, intitulado Em Tua Presença, é o trabalho que marca o início dessa parceria. Neste disco destacam-se as canções “Vaso Perfeito", “Te Amo”, “Fui Caminhar” e também a versão de “Exalta-te” e “Diante do Altar”. Pedro Braconnot mostrou-se duvidoso em relação a gravação de "Vaso Perfeito", pois achava que a música não tinha ligação com o perfil musical de Denise. Porém, arriscou.
Em 1995, Denise entra para o cast da gravadora Nancel Music, em que lançou o disco Eterno Amor, no qual a canção tema (composta por Josué Teodoro) consagrou a carreira da cantora. Além de ser a canção mais executada daquele ano, foi escolhida como a música do ano de 1996, pelo Troféu Talento.
Seu primeiro álbum em CD foi lançado pela Grape Vine em 1996, sob o título Minha Adoração. Nesta mesma época, também produziu uma compilação de todos os seus sucessos, intitulada Melhores Momentos. Ainda no mesmo ano, gravou duas participações especiais no cd "Dedé Santana & Amigos", do ex-trapalhão Dedé Santana.
Em 1998, Denise era a mais nova contratada da gravadora Line Records, da Igreja Universal do Reino de Deus, naquele tempo a maior gravadora gospel do Brasil. Seu álbum Meu Clamor conteve canções de autoria de Josué Teodoro, Lenilton (Novo Som), Sérgio Lopes e Beno César. O disco teve boa receptividade, principalmente por “Jerusalém e Eu” (Josué Teodoro), que foi considerada a música campeã nas rádios evangélicas naquele ano. Mais tarde, a canção foi relançada numa coletânea dos principais hits da gravadora, lançada em 2010.
Em 1999, após a morte do marido, Denise se recuperou com ajuda da família e amigos, decidiu continuar sua carreira. Recebeu o prêmio máximo da época, por suas canções: Música do Ano ("Jerusalém e Eu"), Melhor Intérprete e Melhor vídeo clipe. Foi o ápice de sua carreira como cantora. Ainda viajou para África e cumpriu seu sonho de ser missionária, além de participar intensamente de shows e turnês pelo Brasil. Com a ausência do marido, Denise se ocupou intensamente de eventos, talvez na busca de esquecer o trauma vivido no ano anterior. Também se preparava para gravar mais um álbum, intitulado Uma Nova Unção.

### Morte
No dia 15 de novembro de 1999, a cantora viajou para o estado do Piauí, onde se apresentaria em um evento na cidade de Parnaíba, litoral do estado. Ao sair do aeroporto, Denise foi encontrada por membros da igreja Assembleia de Deus, que a levariam até o local do evento. Era uma viagem de quatro horas e meia até o local. Conta-se que, em um dado momento daquele trajeto, Denise, que já estava cansada devido a maratona de eventos seguidos, pediu para estar no banco de trás de um carro, quando adormeceu no colo de uma mulher. No momento, o carro passava perto da cidade de Cocal, cerca de 300 km da capital Teresina, através da rodovia BR-343, quando começou a chover. Ao atravessar uma curva, conhecida como Volta da Jurema, o carro desgovernou-se e bateu em um meio-fio da calçada, capotando seguidas vezes até se chocar com uma carnaúba, espécie de palmeira da região. Havia quatro pessoas dentro do veículo. Os demais saíram das ferragens do carro e buscaram socorro, menos Denise, que estava inconsciente. Segundo a ocorrência, o resgate chegou mas não houve tempo. Fala-se que no processo de capotagem do veículo, o fato da cantora estar dormindo fez com que ela não se defendesse dos solavancos e batidas, o que fez com que perdesse a consciência. Fraturou as costelas, que perfuraram seu pulmão. A causa da morte se deu por asfixia. Denise Cerqueira deixou seus dois filhos, David e Daniel órfãos.

### Após a morte
Em 2003, a gravadora Line Records anuncia e produz a coletânea Seleção de Ouro, com músicas selecionadas de artistas de seus casts. Um álbum de Denise Cerqueira foi lançado, e este foi seu primeiro lançamento póstumo. A obra, como as anteriores foi produzida por Pedro Braconnot.

## Legado
Várias músicas de Denise Cerqueira foram regravadas como forma de homenagem. Em 2002 a primeira cantora a prestar homenagem regravando uma de suas canções foi a cantora Rose Nascimento no álbum Sempre Fiel com a música "Santo". Em seguida a música "Jerusalém e Eu" em 2011 foi registrada no álbum Som do Amor, de Cristina Mel.[carece de fontes?] Cristina também, no álbum Sempre Te Amei a homenageia com a inédita "Nunca Diga adeus". A canção, de autoria de Abílio Varella, chegou a ser mostrada à Denise antes de seu falecimento, em uma visita que a cantora fez ao compositor durante seu aniversário, em julho de 99. Sérgio Lopes também registrou "Não Haverá Calvário Outra Vez" no disco Lentilhas, lançado em 2005, Raquel Mello regravou "Eterno Amor", a qual já tinha interpretado em uma das edições do Troféu Talento, além de Jamily, interpretando "Sou Filho Pródigo" no trabalho Conquistando o Impossível. "Renova-me" foi gravado por Alex Gonzaga, no segundo projeto da série Canções, Eternas Canções, com regravações de músicas notáveis do meio cristão. "Jerusalém e Eu" foi regravada também por seu filho, David Cerqueira, no álbum Do Outro Lado.
Posteriormente, as composições cedidas pela cantora Léa Mendonça para o novo repertório de Denise, intituladas "Uma Nova Unção" e "Basta uma Palavra", foram respectivamente gravadas nos álbuns Uma Nova Unção, de Léa Mendonça, e Com muito Louvor, de Cassiane.

## David Cerqueira
O filho mais velho de Denise se tornou um cantor gospel e foi integrante do Toque no Altar. Juntamente com seu irmão, fundou uma banda, que posteriormente tornou-se uma carreira solo de David. Com seus trabalhos de design para o Trazendo a Arca, fundou a Agência Excellence. Além disso, gravou uma coletânea dos maiores sucessos da carreira de sua mãe, intitulado Eternamente Denise.
Em 2013, a Agência Excellence lança um site especial em homenagem à Denise Cerqueira, com fotos, vídeos e músicas de seu ministério juntamente com testemunhos de pessoas que conviveram com a cantora.

## Discografia
Álbuns de estúdio
- 1991: Novo Ser
- 1992: Renova-me
- 1993: Em Tua Presença
- 1995: Eterno Amor
- 1996: Minha Adoração
- 1998: Meu Clamor

Compilações
- 1996: Melhores Momentos
- 2003: Seleção de Ouro
- 2008: Eternamente Denise

participações em outros projetos
- 1996: Dedé Santana & Amigos

## Premiações noTroféu Talento
- Música do Ano (Eterno Amor) - 1996[15]
- Cantora do Ano - 1999[23]
- Música do Ano (Jerusalém e Eu) - 1999[23]
- Videoclipe do Ano (Jerusalém e Eu) - 1999[23]